# Homi Jehangir Bhabha
Homi Jehangir Bhabha (n. 30 octombrie 1909, Bombay – d. 24 ianuarie 1966, Glacier des Bossons/Chamonix) a fost un fizician nuclearist indian. A fost director fondator al unor institute de cercetare cunoscute: Tata Institute of Fundamental Research și Trombay Atomic Energy Establishment (astăzi Bhabha Atomic Research Centre). Bhabha a fost supranumit „tatăl programului nuclear indian”. A avut contribuții la fizica particulelor elementare; împrăștierea electron-pozitron este numită și „împrăștiere Bhabha”.
1. 1 2  Homi Bhabha, Munzinger Personen, accesat în 9 octombrie 2017
2. 1 2  Homi J. Bhabha (în engleză), SNAC
3. 1 2  Homi Bhabha, Encyclopædia Britannica Online, accesat în 9 octombrie 2017
4. 1 2  Homi Jehangir Bhabha, Hrvatska enciklopedija[*]
5. 1 2  Homi Jehangir Bhabha, Brockhaus Enzyklopädie
6. ↑   https://www.famousscientists.org/homi-jehangir-bhabha/, accesat în 5 iulie 2018 Lipsește sau este vid: |title= (ajutor)
7. ↑   https://timesofindia.indiatimes.com/india/remains-found-in-alps-may-be-from-bhabhas-1966-flight/articleshow/59827454.cms Lipsește sau este vid: |title= (ajutor)
8. ↑  IdRef, accesat în 1 mai 2020